# Venera 9

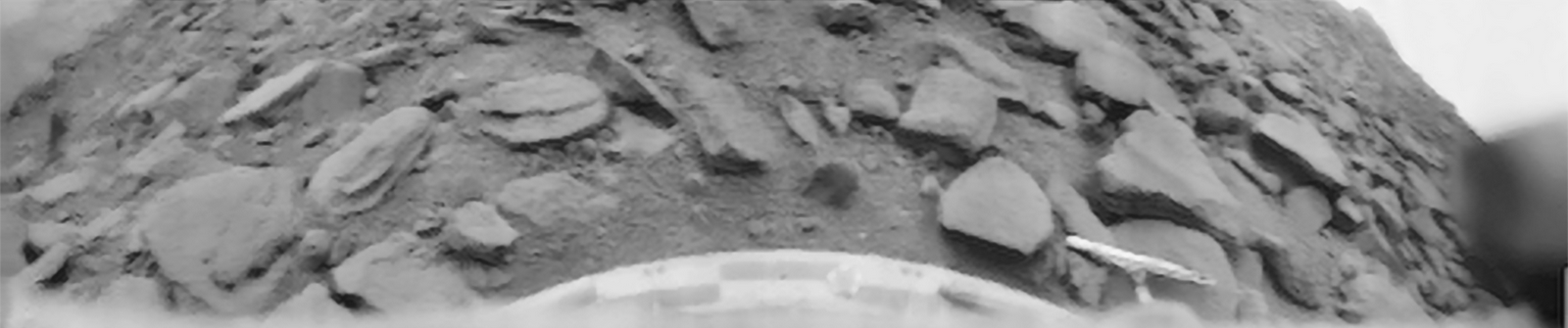
Vue de Vénus par Venera 9 (image non retraitée).

Venera 9 (en russe : Венера-9) était une sonde spatiale soviétique dont l'objectif était d'étudier Vénus. La sonde qui faisait partie du programme Venera était constituée d'une partie destinée à rester en orbite (orbiteur) et d'une autre destinée à atterrir sur Vénus (atterrisseur). D'une masse de 4 936 kg, elle fut lancée le 8 juin 1975. L'atterrisseur se sépare le 20 octobre 1975 et atterrit deux jours plus tard (22 octobre 1975). L'atterrisseur parvint jusqu'au sol, survécut 53 minutes aux conditions extrêmes de pression et de température. Il put effectuer quelques mesures de température, de pression et prendre une photo panoramique. Pour la première fois, une sonde renvoyait des images de la surface d'une autre planète. Venera 10, sonde jumelle lancée quelques jours plus tard obtint les mêmes résultats.

## Contexte
Dans les années 1960 et 1970 l'Union soviétique lance une série de sondes spatiales pour étudier la planète Vénus. Ces engins, qui forment le programme Venera, sont développés dans le cadre d'une course à l'espace qui oppose l'Union soviétique aux États-Unis et constituent à ce titre un enjeu autant politique que scientifique. Les sondes spatiales du programme Venera vont progressivement dévoiler la structure de l'atmosphère et certaines caractéristiques du sol vénusien. Le programme constitue le plus grand succès de l'astronautique soviétique dans le domaine de l'exploration du système solaire.
Après une série d'échecs entre 1961 et 1965 qui sont tout autant dus au lanceur Molnia utilisé qu'à la qualité des sondes spatiales, le programme est confié au bureau d'études Lavotchkine. Celui-ci obtient une longue série de succès. Les premières données in situ sur l'atmosphère vénusienne sont renvoyées par la mission Venera 4 en 1967. Venera 7 réussit à se poser intacte sur le sol malgré la pression écrasante de 93 atmosphères. Venera 8, lancé en 1972, fournit les premières données depuis le sol.
Les soviétiques n'envoient aucune sonde spatiale vers Vénus durant la fenêtre de lancement de 1973 mais pour celle de 1975 ils disposent enfin de la sonde spatiale lourde dont le développement avait été entamé lors de la reprise du programme Venera par le bureau Lavotchkine en 1965. Grâce au recours au lanceur Proton beaucoup plus puissant, la nouvelle sonde spatiale est cinq fois plus lourde et sa masse atteint 5 tonnes. Ce nouveau modèle, baptisé 4V-1, utilise une plateforme dérivée des modèles de sondes martiennes M-71 et M-73.

## Caractéristiques techniques de Venera 9

### L'orbiteur
Un réservoir toroïdal de 2,35 mètres de diamètre entoure le moteur-fusée principal. Celui-ci brûle un mélange hypergolique d'UDMH et de peroxyde d'azote et a une poussée qui peut être modulée entre 9,6 et 18 kN ; l'axe de poussée du moteur est orientable et il peut être rallumé plusieurs fois pour une durée totale de 560 secondes. Il est prolongé par un cylindre court pressurisé de 1,1 mètre de diamètre contenant un deuxième réservoir, l'avionique et des instruments scientifiques. Deux panneaux solaires sont situés de part et d'autre du cylindre et ont chacun une superficie de 1,25 × 2,1 mètres. Les panneaux qui, une fois déployés, donnent une envergure totale de 6,7 mètres à l'engin spatial servent également de support à différents systèmes : les petits moteurs à gaz froid utilisés pour le contrôle d'attitude alimentés par un réservoir d'azote stocké sous une pression de 350 bars, un magnétomètre et les deux antennes hélicoïdales omnidirectionnelles utilisées pour communiquer avec l'atterrisseur. Ce vaisseau-mère, contrairement à ses prédécesseurs détruits en rentrant dans l'atmosphère de Vénus, a la capacité d'utiliser sa propulsion pour se freiner et se placer en orbite. Là, il sert de relais entre la Terre et l'atterrisseur grâce à deux récepteurs VHF autorisant un débit de 256 bit/s. Le système de télécommunications comprend également une antenne parabolique à grand gain et quatre autres antennes hélicoïdales omnidirectionnelles à faible gain,.

### L'atterrisseur

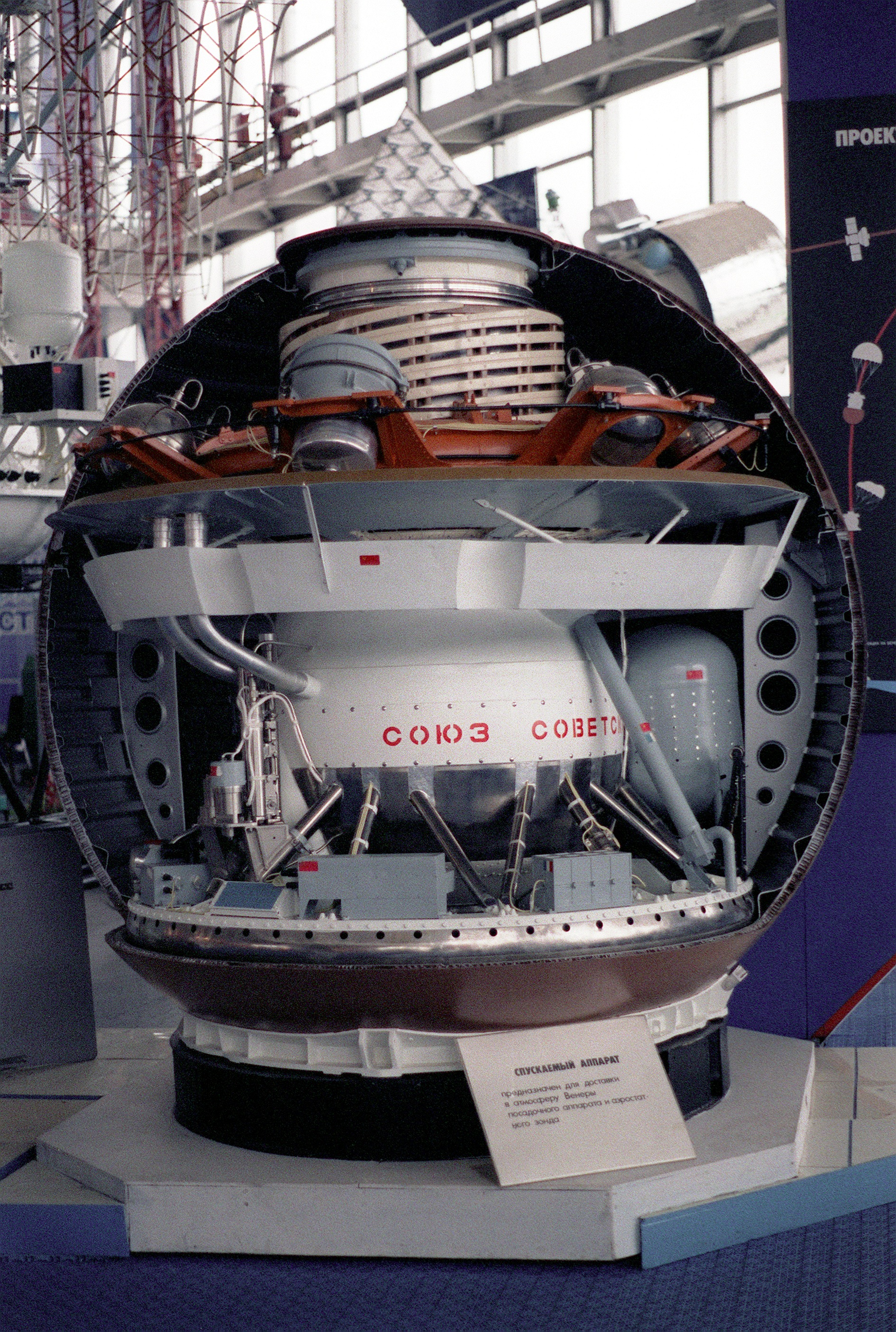
Maquette de l'atterrisseur enfermé dans son bouclier thermique.

L'atterrisseur a la forme d'une capsule sphérique de 2,4 mètres de diamètre, fixée à l'extrémité de la plateforme. La partie externe de la sphère est un bouclier thermique creux formé d'une structure en nid d'abeille recouverte d'un matériau ablatif. Cette coque externe a pour seul rôle de protéger l'atterrisseur de la chaleur intense générée durant la première phase de la descente. Une fois la rentrée atmosphérique réalisée, cette coque est larguée dévoilant l'atterrisseur proprement dit. La coque externe de celui-ci est une sphère en titane chargée de résister à la pression. Une antenne cylindrique de 80 cm de diamètre et de 1,4 mètre de haut coiffe la sphère et entoure le compartiment des parachutes. Les ingénieurs soviétiques ont tiré les conclusions de la densité de l'atmosphère vénusienne : l'atterrisseur utilise des parachutes uniquement durant le premier stade de la descente. Pour limiter le temps de la descente et donc l'échauffement progressif de la capsule, il tombe ensuite en chute libre uniquement freiné par un anneau plat de 2,1 mètres de diamètre qui entoure la base de l'antenne : celui-ci stabilise l'atterrisseur et augmente la trainée et donc le freinage atmosphérique tout en servant de réflecteur à l'antenne. L'engin spatial atterrit sur le sol vénusien sur un anneau déformable auquel il est relié par une série d'absorbeurs de choc. La masse totale de la sonde atteint 5 tonnes dont 2,3 tonnes pour la plateforme sans carburant, 1 560 kg pour l'atterrisseur. La partie de l'atterrisseur atteignant le sol vénusien pèse 560 kg ,.
La nouvelle génération d'atterrisseur pénètre dans l'atmosphère vénusienne sous un angle relativement faible comparé aux sondes précédentes (environ 20° contre 75°). La décélération est en conséquence plus faible et ne dépasse pas 170 g. 20 secondes plus tard, alors que la vitesse a chuté à 250 m/s, un petit parachute pilote est déployé puis le bouclier thermique qui s'est scindé en deux hémisphères est largué. Onze secondes plus tard alors que l'atterrisseur se trouve à environ 60 km d'altitude et la vitesse est de 50 m/s, les trois parachutes de 4,3 mètres de diamètre sont déployés et les instruments scientifiques sont mis en marche. Durant 20 minutes, l'atterrisseur traverse la couche la plus dense des nuages sous ses parachutes puis parvenus à une altitude de 50 km, ceux-ci sont largués et l'engin spatial tombe en chute libre seulement freiné par le disque plat qui entoure son antenne. Au fur et à mesure que l'air s'épaissit, la trainée se fait plus forte et lorsque l'atterrisseur atteint le sol 50 minutes après le début de sa chute libre, sa vitesse n'est plus que de 7 m/s.

### L'instrumentation scientifique
Le sous-ensemble de la sonde spatiale qui reste en orbite autour de Vénus, l'orbiteur, emporte un grand nombre d'instruments destinés plus particulièrement à l'atmosphère de Vénus dont des caméras fonctionnant dans l'ultraviolet pour filmer les nuages, un spectromètre infrarouge, un radiomètre infrarouge, un spectromètre imageur fonctionnant dans l'ultraviolet, un photo polarimètre, un magnétomètre triaxial, un radar bistatique expérimental. De son côté, l'atterrisseur met en œuvre durant la descente atmosphérique deux photomètres l'un à large bande l'autre à bande étroite, un néphélomètre, des instruments de mesure de la pression et de la température, des accéléromètres et un spectromètre de masse. Une fois posé, les équipements scientifiques suivants sont utilisés : deux caméras panoramiques associées à des projecteurs chargés de compenser la faiblesse de l'éclairage naturel, un anémomètre, un spectromètre à rayons gamma pour déterminer la proportion de thorium, uranium et potassium présents dans le sol et un densitomètre à rayons gamma.

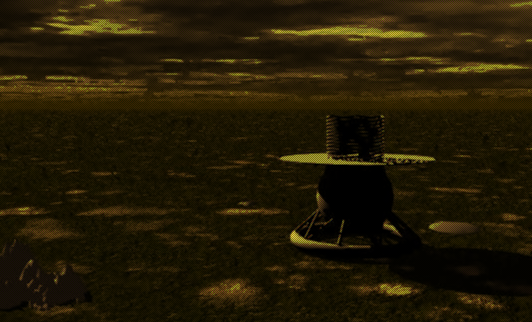
L'atterrisseur de Venera 9 sur le sol de Vénus (vue d'artiste).

## Déroulement de la mission
Le premier exemplaire de la nouvelle sonde, baptisé Venera 9, est lancé le 8 juin 1975. La sonde jumelle, Venera 10, est lancée le 14 juin 1975. Les deux lancements sont des succès. Au cours du transit de Venera 9 vers Vénus, deux corrections de trajectoire sont effectuées les 16 juin et 15 octobre. Le 20 octobre, deux jours avant l'arrivée, l'atterrisseur est largué et l'orbiteur incline sa trajectoire pour se placer en position d'insertion orbitale avec un changement de vitesse de 247 m/s. Le 22 octobre, Venera 9, arrivé à proximité immédiate de Vénus, utilise sa propulsion principale (delta-V de 963 m/s) pour s'insérer en orbite autour de la planète. L'orbite initiale de 1500 × 111 700 km avec une inclinaison de 34,17° est modifiée peu après en deux temps et l'orbiteur va mener sa mission sur une orbite de 1547 × 112 144 km avec une inclinaison de 34,15°. Venera 9 est la première sonde spatiale à se placer en orbite autour de la planète Vénus. La mission de l'orbiteur de Venera 9 s'achève 3 mois plus tard à la suite d'une panne de l'émetteur radio. Les caméras embarquées à bord de Venera 9 et de Venera 10 fournissent 1 200 km de films (d'images) de l'apparence de Vénus en utilisant plusieurs filtres pour permettre de distinguer la structure des nuages et dans une faible mesure les formations en surface. L'ensemble des informations collectées par les deux orbiteurs ont permis de réaliser la première étude de l'atmosphère vénusienne sur une longue période en collectant des données de plusieurs natures.

Vénus par Venera 9.

L'atterrisseur de Venera 9 pénètre dans l'atmosphère de Vénus sous un angle de 20,5° à la vitesse de 10,7 km/s. Il touche le sol le 22 octobre à 5 h 03 TC sur la face éclairée de la planète. Venera 9 est posé sur une pente inclinée de 20 à 25° et la surface rocheuse et irrégulière accentue l'inclinaison de l'atterrisseur d'un angle de 10 à 15°. Les expériences scientifiques sont lancées immédiatement et les données sont relayées à l'orbiteur jusqu'à ce que celui-ci ne soit plus visible 53 minutes plus tard. La température interne de l'atterrisseur atteint à ce moment-là 60 °C. Durant la descente de l'atterrisseur dans l'atmosphère vénusienne, les instruments ont mis en évidence que la base de la couche nuageuse débute à une altitude de 49 km et comprend plusieurs couches s'étageant entre 60 et 57 km, entre 57 et 52 km ainsi qu'entre 52 et 49 km. Ces nuages s'apparentent à une brume légère constituée de gouttelettes beaucoup plus petites que celles présentes dans le phénomène météorologique équivalent terrestre. La visibilité au sein de la couche nuageuse est de plusieurs kilomètres. La réfractivité des gouttelettes est compatible avec l'hypothèse d'une composition à base d'acide sulfurique. La lumière, dont la composante bleue est en partie filtrée par les nuages, prend une teinte orangée dans les couches inférieures de l'atmosphère. Les aérosols subsistent avec une densité faible de 49 à 25 km d'altitude ; au-dessous, l'air redevient complètement limpide. Les instruments chargés d'analyser la composition chimique durant la descente sont victimes de défaillance ou ne fournissent pas de données fiables, un problème qui sera fréquent dans les premières sondes de cette nouvelle série. La température mesurée au sol est de 455 °C tandis que la pression est de 85 bars avec un vent léger de 0,4 à 0,7 m/s. Une seule des deux caméras parvient à prendre une photo car l'obturateur de l'autre caméra n'est pas éjecté. L'image en noir et blanc prise par Venera montre un sol plat parsemé de rochers angulaires de formation manifestement récente et peu érodés, une surprise pour les spécialistes qui s'attendaient à une surface sableuse en raison des conditions fortement érosives des vents violents et de la très haute température. Autre surprise, la lumininosité au sol est suffisante pour distinguer tous les détails et l'horizon, au lieu d'une clarté crépusculaire induite par l'épaisseur de l'atmosphère. Le site d'atterrissage est baigné par une lumière dont l'intensité peut être comparée à celle d'un jour d'été nuageux aux latitudes moyennes sur Terre. La proportion dans le sol de thorium, uranium et potassium mesurée par Venera 9 s'apparente à celle des basaltes terrestres.

## Retraitement des images
Don P. Mitchell a réutilisé les données originales des images Venera et les a reconstituées en utilisant des logiciels de traitement photographique modernes.